# غردينية إكليلية
غَردينية إكليلية (الاسم العلمي:Gardenia coronaria) هي نوع من النباتات يتبع جنس الغردينية من الفصيلة الفوية.